# فوهة سيدان

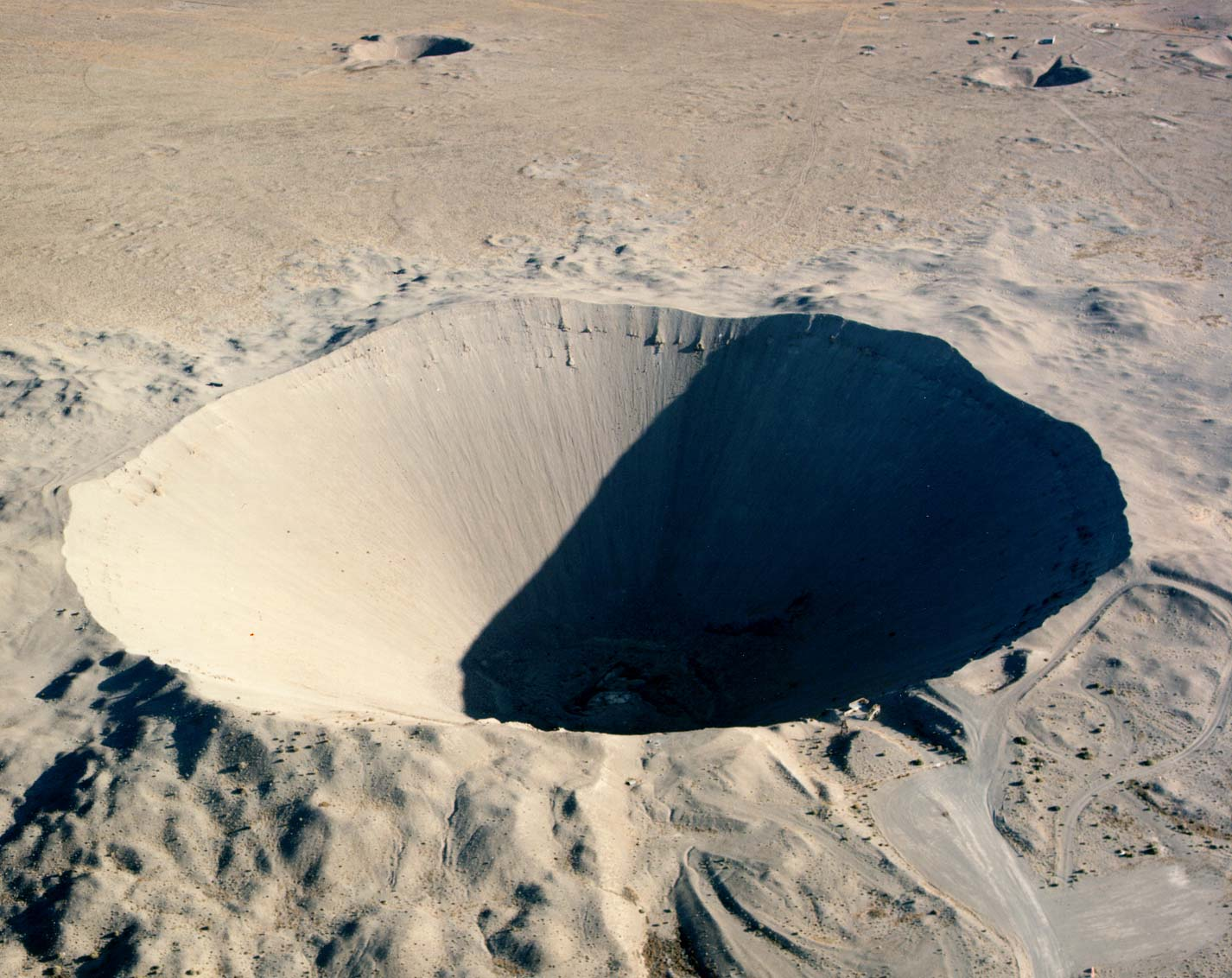
فوهة سيدان

فوهة بركان سيدان هي نتيجة اختبار سيدان النووي ويقع داخل موقع اختبار نيفادا، على بعد 12 ميلاً (19 كم) جنوب غرب بحيرة جرووم، نيفادا (المنطقة 51). كانت الحفرة مدرجة في السجل الوطني للأماكن التاريخية في 21 مارس 1994. الحفرة هي من صنع الإنسان يمكن رؤيتها من مدار الأرض بالعين المجردة.

## نبذة
الفوهة هي نتيجة إزاحة (11000000 طن) من الأرض. أكثر من 10000 زائر سنويًا يزورون الحفرة من خلال جولات شهرية مجانية تقدمها وزارة الطاقة الأمريكية بواسطة إدارة الموقع الوطني للأمن النووي نيفادا. وأقرب فوهة مشابهة لها هي نظيرتها السوفييتية فوهة تشاجان الأوسع نطاقاً.

## التاريخ والوصف
تم إنشاء الحفرة التي يبلغ طولها 1280 × 320 قدمًا (390 × 100 متر) في 6 يوليو 1962 بواسطة انفجار حراري نووي بوزن 104 كيلو طن من TNT تم دفن الجهاز 635 قدمًا (194 مترًا) أسفل الطابق الصحراوي في المنطقة 10 أدى الانفجار إلى عواقب أثرت على سكان أمريكيين أكثر من أي اختبار نووي آخر، مما أدى إلى تعريض أكثر من 13 مليون شخص للإشعاع. في غضون 7 أشهر من التنقيب أصبح السير في الجزء السفلي من الحفرة بأمان دون ارتداء ملابس واقية وتم التقاط صور فوتوغرافية وللعلم الفوهات في موقع اختبار نيفادا (NTS) لها ميزات مشابهة لفوهات القمر.